# Sungai Pinang I
Sungai Pinang I is een bestuurslaag in het regentschap Ogan Ilir van de provincie Zuid-Sumatra, Indonesië. Sungai Pinang I telt 1438 inwoners (volkstelling 2010).